# Transportflotte Speer
Transportflotte Speer var en statlig transportmyndighet i Nazityskland, först med uppdrag att transportera byggnadsmateriel på de tyska kanalerna. Under kriget underställdes transportflottan rustningsministeriet med allt mer omfattande transportuppgifter för Organisation Todt i kust- och kanaltrafik i det ockuperade Europa. Den fick sitt namn efter Albert Speer.

## Tillkomst
Transportflotte Speer bildades 1937 för att med kanalfartyg frakta granit från Sverige och Danmark, från de tyska kusthamnarna  till Berlin.

## Krigsuppgifter
När kriget bröt ut användes Transportflotte Speer inledningsvis för att leverera kol och andra råvaror till Berlin. Under förberedelserna för den tyska invasionen av England 1940, förlades flottans stab till Groningen, eftersom det i det ockuperade Nederländerna fanns tillgång på yrkeskunniga sjömän och fartyg. 1942 fick transportflottan ansvar för frakter till Einsatzgruppe Wiking i Norge, Danmark och Finland. Personalstyrkan uppgick nu till cirka 10 000 sjömän, huvudsakligen norrmän vilka utbildades i Sandefjord. De allierade bombningarna av det tyska väg- och järnvägsnätet gjorde att kanaltransporter blev allt viktigare i Tyskland. 1944 bestod transportflottan av mer än 2 000 fartyg om sammanlagt 500 000 bruttoregisterton. Flottan betjänade 31 havs- och kanalhamnar i Frankrike, Belgien, Nederländerna, Tyskland, Danmark, Norge, Finland, Ryssland, Rumänien och Italien.

## Norge
Transportflotte Speer användes för transporter av materiel för den tyska byggnadsverksamheten längs den norska kusten. Vid krigets slut disponerade transportflottan i Norge med mer än 700 större och mindre fartyg och verksamheten hade en väl utbyggd administrativ apparat i många norska hamnstäder.

## Tjänstegrader
Likställd med militära grader i Kriegsmarine.
- Grosskapitän (Vizeadmiral)
- Generalkapitän (Konteradmiral)
- Kommodore (Kapitän zur See)
- Stabskapitän (Fregattenkapitän)
- Kapitän (Korvettenkapitän)
- Hauptschiffsführer (Kapitänleutnant)
- Oberschiffsführer (Oberleutnant zur See)
- Schiffsführer (Leutnant zur See)
- Hauptbootsmann (Oberbootsmann)
- Oberbootsmann (Bootsmann)
- Bootsmann (Obermaat)
- Unterbootsmann (Maat)
- Hauptmatrose (Obergefreiter)
- Obermatrose (Gefreiter)
- Vollmatrose  (Matrose)
- Matrose (Matrose)

Källa:  

## Skönlitteratur
Leo Löthman har skrivit boken Transportflotte Speer vilken 2012 nominerades till Nordiska rådets litteraturpris. Den handlar om ett av de hundratal finländska fartyg som under andra världskriget seglade på kontrakt för Transportkorps Speer längs den norska kusten.